# Omomorfismo di gruppi
In matematica, e più precisamente in algebra, un omomorfismo di gruppi è un tipo di funzione fra gruppi che ne preserva le operazioni. Questo concetto identifica quindi quali sono le funzioni "interessanti" nella teoria dei gruppi.

## Definizione
Dati due gruppi {\displaystyle (G,\cdot )} e {\displaystyle (H,\circ )}, una funzione {\displaystyle f\colon G\longrightarrow H} è un omomorfismo se 
{\displaystyle f(a\cdot b)=f(a)\circ f(b),}
per ogni {\displaystyle a} e {\displaystyle b} appartenenti a {\displaystyle G}.
La funzione {\displaystyle f} è inoltre detta monomorfismo se è iniettiva, epimorfismo se è suriettiva e isomorfismo se è biiettiva.
L'insieme degli omomorfismi da {\displaystyle G} ad {\displaystyle H} si indica con {\displaystyle \mathrm {Hom} (G,H)}.

## Esempi
Dati due gruppi qualsiasi {\displaystyle G} e {\displaystyle H}, l'omomorfismo banale {\displaystyle f\colon G\longrightarrow H} è l'omomorfismo che assegna ad ogni elemento {\displaystyle g} di {\displaystyle G} l'elemento neutro {\displaystyle e_{H}} di {\displaystyle H}. L'identità {\displaystyle \mathrm {id} \colon G\longrightarrow G} è un altro esempio immediato; allo stesso modo, se {\displaystyle H} è un sottogruppo di {\displaystyle G}, l'inclusione {\displaystyle i\colon H\longrightarrow G} è un omomorfismo.
Il determinante di una matrice quadrata a coefficienti in un campo è, grazie al teorema di Binet, un esempio di omomorfismo tra il gruppo delle matrici quadrate invertibili con l'operazione di prodotto tra matrici e il gruppo moltiplicativo degli elementi non nulli del campo.
Nel campo dell'analisi matematica, la funzione esponenziale è un omomorfismo tra i reali con l'addizione e i reali positivi con la moltiplicazione.

## Proprietà
- Dalla definizione si deduce subito che {\displaystyle f} manda l'elemento neutro di {\displaystyle G} nell'elemento neutro di {\displaystyle H}. Si deduce inoltre che {\displaystyle f(a^{-1})=f(a)^{-1}}. Di conseguenza, si può dire che {\displaystyle f} è "compatibile con la struttura di gruppo", perché preserva elementi neutri ed inversi.
- L'insieme {\displaystyle \mathrm {Hom} (G,H)} può essere munito in modo naturale di una struttura di gruppo con l'operazione così definita: dati due omomorfismi {\displaystyle f} e {\displaystyle g}, la loro composizione {\displaystyle f\circ g} è la funzione che manda {\displaystyle a} in {\displaystyle f(a)\cdot g(a)}, dove {\displaystyle \cdot } è l'operazione di gruppo in {\displaystyle H}: si verifica che anche {\displaystyle f\circ g} è un omomorfismo. Nel caso in cui {\displaystyle H} sia un gruppo abeliano, anche {\displaystyle \mathrm {Hom} (G,H)} è abeliano, a prescindere dal gruppo {\displaystyle G}, infatti {\displaystyle (f\circ g)(a)=f(a)\cdot g(a)=g(a)\cdot f(a)=(g\circ f)(a)}, per ogni {\displaystyle a\in G}, e quindi {\displaystyle f\circ g=g\circ f}.
- Il nucleo di {\displaystyle f} è definito come l'insieme di tutti gli elementi {\displaystyle a} di {\displaystyle G} tali che {\displaystyle f(a)} è l'elemento neutro di {\displaystyle H}. Esso è un sottogruppo normale di {\displaystyle G}; inoltre, ogni sottogruppo normale è il nucleo di un omomorfismo, ad esempio l'omomorfismo naturale (o proiezione sul quoziente) {\displaystyle G\longrightarrow G/H}.
- L'immagine di {\displaystyle G} tramite {\displaystyle f} è un sottogruppo di {\displaystyle H}, non necessariamente normale.